# Микола Каменицький
Микола Каменицький (Микола Каменицки, Микола Каменїцки), *11.02.1947, Коцур, Воєводина, Сербія — русинський історик, фольклорист, поет.

## Биографія
Закінчив основну школу в Куцурі, а фахову школу у Вербасі, де працював на цукровій фабриці. Живе в Куцурі. Фольклорні тексти і власні поезії публикує в новосадских періодичних виданнях Пионирска заградка, Мак, Шветлосц, о народній творчості югославских русинів писав в різних збірках, в тому числі і в матеріалах Спілки товариств фольклористів Югославії.

## Творчість
Микола Каменицький був один з перших поетів, які писали в жанрі поезія у прозі, у котрому написана більша частина його першої власної збірки, що вишла в редакції «Бібліотека молодих русинсько-українських письменників ’Жридла’» (№ 9, 1971). Поет замисляється над навколишнім світом, ситуацією у своїй вітчизні, долею власного народу.
Написав також декілька досліджень про русинській фольклор на матеріалах з Куцура, та хронік з життя рідного містечка (спорт, театр, господарське життя). Окремо треба згадати його вклад у збірку Erotica ruthenica (1995).

## Публикации
- Каменїцки Микола: Конци у безкраю. — Нови Сад: Руске слово, 1971. — 48 с.[2]
- Камењицки Микола: Спортски живот Куцуре, Савез организација за физичку културу Врбас, 1977, стр. 353.[3]
- Камењицки Микола: Спортски живот Куцуре, Савез организација за физичку културу Врбас, 1977, стр. 353.
- Дуга над валалом. Зборнїк писньох коцурских поетох. — Коцур: Подружнїца Дружтва за руски язик и литературу Коцур, 1995, (сс. 72–75 належать М. К.)[2]
- Каменїцки Микола, ред.: Одняте од забуца, Руске слово - Дружтво за руски язик и литературу, Подружнїца у Коцуре, 1995, Нови Сад, б. 32.[3]
- Erotica ruthenica — Еротика рутеника. Зборнїк еротских приповедкох, писньох, анеґдотох, вереньох и загадкох югославянских Руснацох. — Нови Сад: Секция за скарб Дружтва за руски язик и литературу, 1995. — 130 с. (векша часть зберькы належить М. К.)[2]
- Каменїцки Микола: “Перши крочаї драмскей дїялносци”, Драмски живот Коцура, Руске слово - Дружтво за руски язик и литературу, Подружнїца у Коцуре - КУД Жатва, 1998, Нови Сад, 3-6.[3]